# Valsalobre
Valsalobre község Spanyolországban, Cuenca tartományban. Valsalobre Peñalén, Beteta, Carrascosa és Villanueva de Alcorón községekkel határos. Lakosainak száma 20 fő (2024).

## Népesség
A település népessége az utóbbi években az alábbiak szerint változott:
| Lakosok száma | 67   | 67   | 61   | 64   | 58   | 34   | 29   | 23   | 21   | 20   |
|               | 2001 | 2004 | 2006 | 2009 | 2011 | 2014 | 2016 | 2019 | 2021 | 2024 |